# Пикарди, Винченцо
Винче́нцо Пика́рди (итал. Vincenzo Picardi; 20 октября 1983, Казория) — итальянский боксёр наилегчайшей весовой категории, выступает за сборную Италии с 2005 года. Бронзовый призёр летних Олимпийских игр в Пекине, обладатель бронзовой медали чемпионата мира, дважды бронзовый призёр чемпионатов Европы, призёр Европейских и Средиземноморских игр, победитель многих международных турниров и национальных первенств. Представляет команду «Дольче и Габбана Италия Тандер» в полупрофессиональной лиге WSB. Помимо спорта также является служащим итальянской полиции.

## Биография
Винченцо Пикарди родился 20 октября 1983 года в городе Казория, провинция Неаполь. Активно заниматься боксом начал в раннем детстве, тренировался в местном спортивном клубе «Нино Феррари» под руководством собственного отца Антонио, затем, показав достойные результаты на юниорском уровне, присоединился к столичному клубу «Фьямме ди Оро», где проходил подготовку у тренеров Джулио Микеле и Кальдареллы Колетты. Первого серьёзного успеха на ринге добился в 2003 году, когда в наилегчайшем весе выиграл сначала юношеское первенство Италии, а потом и взрослое — с этого момента закрепился в основном составе национальной сборной. Год спустя вновь стал чемпионом национального первенства и хотел пробиться на летние Олимпийские игры 2004 года в Афины, однако на отборочных соревнованиях в Гётеборге занял лишь третье место и таким образом остался без Олимпиады.
Дебют Пикарди на международном уровне состоялся в 2005 году, на Средиземноморских играх в Альмерии, где он сумел дойти до стадии четвертьфиналов. Также в этот период впервые поучаствовал в зачёте чемпионата мира, на соревнованиях в Мяньяне победил японца Тосиюки Игараси, будущего чемпиона мира среди профессионалов, но впоследствии был выбит азербайджанцем Самиром Мамедовым. В следующем сезоне боксировал на чемпионате Европы в Пловдиве, однако в первом же своём матче вновь встретился с Мамедовым и вновь уступил ему. В 2007 году завоевал бронзовую медаль на чемпионате Европейского Союза в Дублине и побывал на мировом первенстве в Чикаго, откуда тоже привёз награду бронзового достоинства (в полуфинале со счётом 2:13 проиграл тайцу Сомчиту Чонгчохору). Помимо этого, в четвёртый раз выиграл титул чемпиона Италии.
Благодаря череде удачных выступлений Пикарди удостоился права защищать честь страны на Олимпийских играх 2008 года в Пекине — в полуфинале вновь вышел на Чонгчохора и на сей раз уступил ему 1:7. Получив бронзовую олимпийскую медаль, продолжил выходить на ринг в составе национальной сборной, принимая участие в крупнейших международных турнирах. Так, в 2009 году добыл бронзу на Средиземноморских играх в Пескаре, тогда как на домашнем чемпионате мира в Милане остановился на стадии четвертьфиналов, когда над ним взял верх монгол Нямбаярын Тогсцогт. Год спустя выиграл бронзовую медаль на европейском первенстве в Москве, в полуфинале проиграл россиянину Мише Алояну. В 2011 году взял ещё одну бронзу чемпионата Европы, вновь потерпев поражение от представителя России — Георгия Балакшина. Завершил сезон выступлением на чемпионате мира в Баку, возлагал на этот турнир большие надежды, однако в число призёров попасть не смог, в четвертьфинале проиграл Жасурбеку Латипову из Узбекистана.
В 2012 году Пикарди прошёл квалификацию на Олимпийские игры в Лондон, тем не менее, выступил здесь неудачно, в единственном своём матче на турнире со скользким счётом 16:17 проиграл монголу Нямбаярыну, с которым ранее неоднократно встречался. На чемпионате Европы 2013 года на его пути встал россиянин Овик Оганнисян, зато на Средиземноморских играх в Мерсине итальянец сумел занять второе место и получил серебряную награду. Начиная с сезона 2010/2011 Винченцо Пикарди регулярно выступает за итальянскую команду «Милано Тандер» (ныне «Дольче и Габбана Италия Тандер») в полупрофессиональной лиге WSB. В сезонах 2011/2012 и 2012/2013 команда при его участии дважды выходила в плей-офф. Одна из наиболее ярких его побед на этом поприще — победа над чемпионом Европы из Ирландии Джоном Джо Невином.